# Николай (Бычковский)
Архиепи́скоп Никола́й (в миру Орест Николаевич Бычковский; 14 [26] декабря 1893, село Ивановичи, Житомирский уезд, Волынская губерния — 3 июня 1981, Пермь) — епископ Русской православной церкви, архиепископ Пермский и Соликамский.

## Биография
Родился 13 (25) декабря 1893 года в семье священника. В 1915 году окончил Волынскую духовную семинарию (в г. Житомир) и 17 (30) мая 1915 рукоположён во диакона, а 25 мая — во священника. Служил на разных приходах Житомирской епархии. Был возведён в сан протоиерея. В 1922 году овдовел.
В 1928 году подвергся аресту по обвинению в «антисоветской агитации». После освобождения священствовал. 26 марта 1937 года был снова арестован. 17 ноября тройкой при УНКВД УССР по Житомирской области был приговорён к 10 годам исправительно-трудовых работ.
Был освобождён 28 июня 1947 года. Назначен настоятелем Дмитриевского храма в селе Каменка. С 1951 года — настоятель Георгиевского храма села Ниски Житомирской области.
В апреле 1951 года переехал в Свердловскую епархию, где был назначен священником в Казанский храм Нижнего Тагила. 25 августа 1953 года назначен настоятелем этой же церкви и благочинным пятого округа Свердловской епархии.
В 1955 году был реабилитирован Верховным Судом СССР по 1937 году репрессий.
С 14 октября 1955 года — настоятель Иоанно-Предтеченского кафедрального собора в Свердловске и благочинный первого округа Свердловской епархии. В 1955—1957 годы служил секретарём у архиепископа Товии (Остроумова), с назначением архиепископа Товии в Пермь стал с марта 1957 года служить в кафедральном Троицком соборе в Перми и был благочинным третьего округа. С 1958 года — настоятель собора, благочинный городского округа и председатель ревизионной комиссии Пермской епархии.
В 1960 году возвратился в Житомирскую епархию и был назначен священником Житомирского Иаковлевского храма и благочинным церквей Житомира, Житомирского и Червоноармейского районов. С 1962 года — настоятель Житомирского Преображенского кафедрального собора.
Постановлением Священного Синода от 15 октября 1964 года определено ему быть епископом Смоленским и Дорогобужским, но в связи с болезнью 24 октября 1964 года это назначение было отменено.
В 1966 году назначен секретарём Житомирского епархиального управления.
20 июля 1971 года пострижен в монашество, 25 июля возведён в сан архимандрита. 28 июля 1971 года во Владимирском кафедральном соборе в Киеве хиротонисан во епископа Курского и Белгородского.
3 сентября 1974 хода назначен епископом Пермским и Соликамским. 9 сентября того же года возведён в сан архиепископа.
За год до кончины тяжело заболел, но после лечения и улучшения здоровья с большой радостью продолжал свою архипастырскую деятельность. 26 мая он неожиданно лишился дара речи. Скончался 3 июня 1981 года. Отпевание совершил епископ Солнечногорский Илиан (Востряков) в сослужении клириков епархии и при большом стечении богомольцев. Похоронен за алтарем Свято-Троицкого кафедрального собора.

## Награды
За усердные труды на благо святой Церкви архиепископ Николай имел несколько церковных наград: в 1965 году награждён Орденом святого равноапостольного князя Владимира II степени; в 1978 году — Орденом святого равноапостольного князя Владимира I степени; в 1980 году — Орденом Преподобного Сергия Радонежского II степени.